# Per Wahlöö
Per Fredrik Wahlöö, född 5 augusti 1926 i Tölö församling i Tölö socken, Halland, död 22 juni 1975 i Sankt Pauli församling i Malmö, var en svensk författare, journalist och översättare.

## Biografi
Wahlöö var son till journalisten och författaren Waldemar Wahlöö och Karin Svensson, som senare ingick äktenskap, samt bror till stadsantikvarien i Lund, Claes Wahlöö. 
Wahlöös journalistbana inleddes 1947 på Sydsvenska Dagbladet i Malmö och fortsatte sedan från 1949 på den nystartade Kvällsposten där han var fast anställd till 1953. Därefter frilansade han under 1950-talet, skrev teaterrecensioner och filmartiklar i bland annat Norrköpings Tidningar innan han kom till Stockholm till Veckorevyn och senare Folket i Bild som 1963 blev FIB aktuellt. År 1964 kan Wahlöös journalistiska bana sägas vara avslutad. Åren 1965–1970 var han engagerad i den nya vänsterns tidning Tidsignal där han ingick i redaktionsrådet med bland andra Kurt Salomonson.
En vänsterradikal tendens, kommunistisk ideologi och dramatiskt effektiv berättarkonst utmärker Wahlöös tidiga romaner om makt och rätt, till exempel Lastbilen från 1962, som skildrar Francodiktaturens Spanien. Från mitten av 1960-talet skrev han tillsammans med livskamraten Maj Sjöwall en rad kriminalromaner med antihjälten Martin Beck som brottsutredare; flera av dem har filmatiserats.
Wahlöö var under sina sista år sjuk i cancer och avled efter en operation av bukspottskörteln. Han gravsattes i minneslunden på Sankt Pauli mellersta kyrkogård i Malmö.

## Familj
Per Wahlöö var gift första gången 1954–1957 gift med journalisten och författaren Inger Wahlöö, ogift Andersson (1930–2005), som var dotter till affärsmannen Axel Andersson och Clara, ogift Holm, och andra gången 1957–1968  med Sylvia Wahlöö, ogift Nilsson (född 1929), som är dotter till lantbrukaren Knut Nilsson och Edit Ekman; äktenskapet upplöstes efter att makarna levt åtskilda i flera år. I andra giftet föddes dottern Annikki Wahlöö (född 1962) som haft ett par mindre filmroller.
Från 1963 sammanlevde Wahlöö med sin författarpartner Maj Sjöwall (1935–2020), som var dotter till företagsledaren Will Sjöwall. De fick sönerna Tetz Sjöwall Wahlöö (född 1963) och Jens Sjöwall Wahlöö (född 1966), som båda är verksamma inom filmbranschen.

## Filmmanus
- Flygplan saknas (1965)
- Morianerna (1965)
- Nattmara (1965)
- Mördaren – en helt vanlig person (1967)
- Mannen i skuggan  (1978)

## Priser och utmärkelser
- Svenska Dagbladets litteraturpris 1965 – för romanen Generalerna.[16]
- Sherlock-priset 1968 – för romanen Den skrattande polisen.[17]
- Edgarpriset 1971  – för romanen Den skrattande polisen.[18]